# 静岡雙葉中学校・高等学校

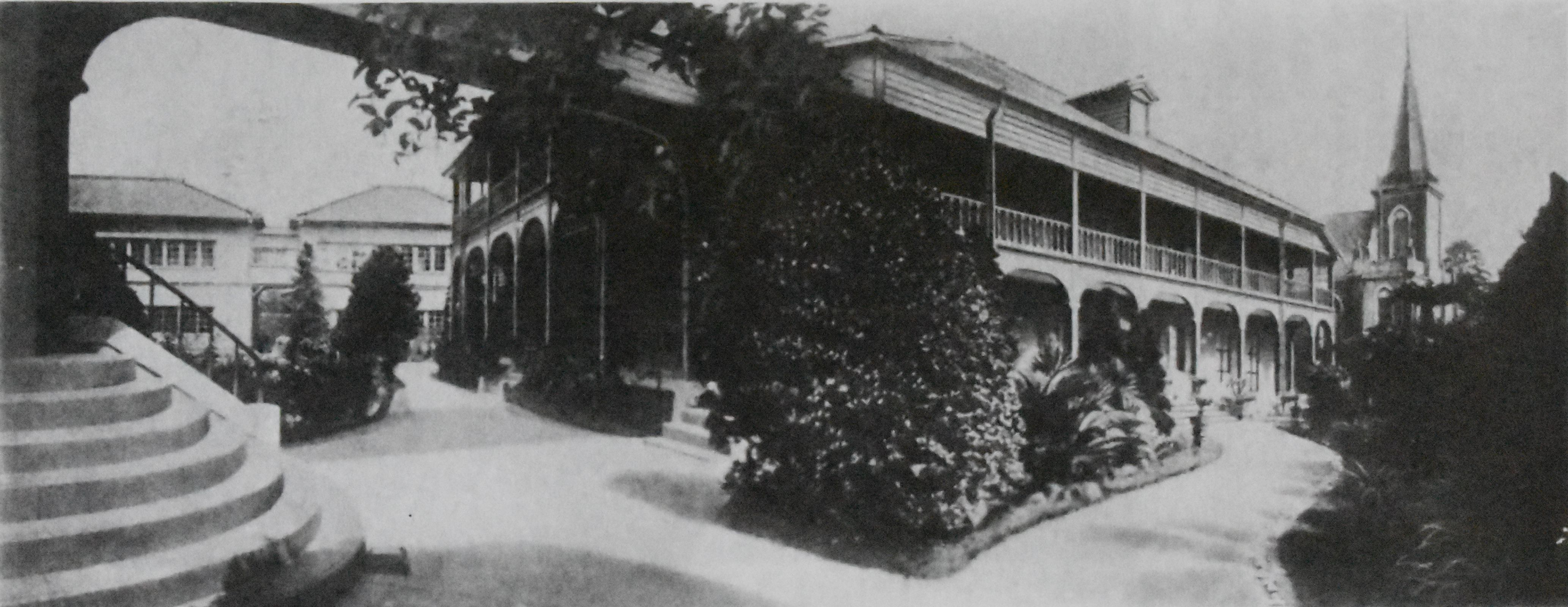
明治45年（1912年）頃の「不二高等女学校」

静岡雙葉中学校・高等学校（しずおかふたばちゅうがっこう・こうとうがっこう）は、静岡県静岡市葵区に所在する私立のカトリック系女子中高一貫校。学校法人静岡雙葉学園が運営している。

## 沿革
- 1903年4月9日 - 仏英女学校として静岡市追手町129番地（現在地）に開校
- 1907年 - 和仏英女学校に改称
- 1912年 - 不二高等女学校設立
- 1944年 - サン・モール学院より独立し、財団法人不二学園を設立
- 1945年 - 静岡大空襲により校舎が全て焼失　三菱重工業女子寮や静岡報徳女学校（のち共栄高等学校に改称後廃校）の教室の一部等を借り授業を再開
- 1947年 - 不二中学校設立
- 1948年 - 不二高等女学校を不二高等学校に改称
- 1951年 - 不二学園を「学校法人静岡雙葉学園」に、不二中学校を静岡雙葉中学校に、不二高等学校を静岡雙葉高等学校にそれぞれ改称　校章、校歌制定
- 1967年 - 高校からの入学試験を廃止し、全ての生徒を静岡雙葉中学校からの進学者とする（完全中高一貫校）
- 2005年 - 新校舎完成

## 教育組織
- カトリック精神と校訓「徳においては純真に、義務においては堅実に」に基づいて生徒を育てることを目指す女子校。高校からの募集は行わない完全中高一貫校。
- 中学校、高校は同じ校舎にあり、共に部活動や委員会活動を行うことが多く、体育祭や文化祭なども中高合同で行う。
- クラス編成は中高同様の1学年4クラス（東、西、南、北）である。

## 主な行事
- 4月 - 中学校入学式、遠足
- 5月 - 高校1年生研修会、学園の日・音楽鑑賞会
- 6月 - 体育祭(草薙陸上競技場で行われ、中高の縦割り4チームで競う)
- 7月 - 中学3年生高校1年生希望者イギリス研修
- 9月 - 雙葉祭(部活などの展示発表の部と講堂での講堂発表の部がある)
- 10月 - 中学1年生・中学2年生錬成会、中学3年生修学旅行(3泊4日沖縄)、高校2年生研修旅行(4泊5日長崎福岡広島山口)
- 11月 - 芸術鑑賞教室(当学園講堂にて)
- 12月 - クリスマス訪問、クリスマスミサ・クリスマス会
- 1月 - 中学入学試験、中学校合唱コンクール
- 2月 - 中学校マラソン大会(駿府城公園やお堀周辺)
- 3月 - 高校卒業式、中学校卒業感謝ミサ

## 教育
- 中学校・高校ともに45分授業(×7時限)である。また、不定期（月2～3回）で、土曜日も授業を行っている。
- 成績に加味される試験としては年5回行われる(前期第一回試験、前期第二回試験、後期第一回試験、後期第二回試験)。それに加えて中学三年生以上では長期休暇明けに、チャレンジテストまたは実力試験がある。

## 部活動
運動部、文化部会わせて26の部活がある。
運動部
山岳部、バスケットボール部、バレー部、創作ダンス部、ソフトテニス部、陸上部
文化部
英語劇部、演劇部、コーラス部、聖歌隊、クッキング部、家庭部、美術部、化学部、競技かるた部、新聞部、放送部、地学部、日本文化研究部、茶道部、写真部、書道部、吹奏楽部、ハープ部、文芸部、語学部

## 制服
- 2010年度にモデルチェンジされた。
- 夏服 - ブラウス、スカート、サマーセーター
- 冬服 - ブラウス、ジャンパースカート、セーター、ジャケット
- 学年カラーは中1桃、中2緑、中3黄、高1紺、高2水色、高3白
- ちなみにブラウスの色は高校生は青、中学生は白と分けられている。
- 2022年からスラックス（ズボン）が導入された

## 所在地
- 静岡市葵区追手町（おうてまち）10番71号

## 交通アクセス
- JR静岡駅より徒歩20分
- 静鉄静岡清水線新静岡駅より徒歩約10分

## 著名な出身者
- 鴨桃代（労働運動家）[要出典]
- 川野辺静（政治家、医師）
- 原ひさ子（女優）[要出典]
- 上川陽子（衆議院議員、現外務大臣）[2]
- 足羽與志子（一橋大学教授、元ハーバード大学特任講師）[2]
- 仲本千津（社会起業家、RICCI EVERYDAY共同創業者兼代表取締役COO）[3]
- 鎌倉千秋（NHKアナウンサー）[4]
- 久保田祐佳（NHKアナウンサー）[要出典]
- 明日海りお（元宝塚歌劇団花組トップスター）
- 牛尾奈緒美（明治大学教授、元フジテレビアナウンサー）
- 葉加瀬マイ（タレント、女優）[5]
- 植松三十里（小説家）[6]
- 杉浦由美子（ノンフィクション作家）[7]
- 杉山奈津子（著作家、学習塾経営者、イラストレーター、心理カウンセラー）
- 荒木美保（ミュージカル俳優、劇団四季）
- 若月佑美（女優、モデル、元乃木坂46）
- 今村三菜（エッセイスト、イラストレーター）
- 白石冬美（女優、声優、ラジオパーソナリティ）
- 伊澤恵美子（女優）
- ごとうゆりか（イラストレーター、アートディレクター、作家、画家、ファッションデザイナー）
- 白井ゆかり (モデル)
- 山内あやり（ラジオパーソナリティー、ナレーター、前NPO法人江戸しぐさ理事）

## 系列校
- 雙葉中学校・高等学校
- 田園調布雙葉中学校・高等学校
- 横浜雙葉中学校・高等学校
- 福岡雙葉中学校・高等学校